# Laurentides (Region)
Laurentides ist eine Verwaltungsregion (französisch région administrative) im Südwesten der kanadischen Provinz Québec.
Sie ist weiter in acht regionale Grafschaftsgemeinden (municipalités régionales de comté) sowie 88 Gemeinden, Reservate und gemeindefreie Gebiete unterteilt. Sitz der Verwaltung ist Saint-Jérôme.
Die Einwohnerzahl beträgt 589.400 (Stand: 2016).
2011 betrug die Einwohnerzahl 555.614 und die Landfläche 20.559,9 km², was einer Bevölkerungsdichte von 27,0 Einwohnern je km² entsprach. 95,4 % der Einwohner sprachen Französisch und 4,0 % Englisch als Hauptsprache.
Im Westen grenzt Laurentides an die Verwaltungsregion Outaouais, im Norden an Mauricie, im Osten an Lanaudière, im Südosten an Laval, im Süden an Montreal und Montérégie, im Südwesten an die Provinz Ontario.

## Gliederung
Regionale Grafschaftsgemeinden (MRC):
- Antoine-Labelle
- Argenteuil
- Deux-Montagnes
- La Rivière-du-Nord
- Les Laurentides
- Les Pays-d’en-Haut
- Thérèse-De Blainville

Gemeinde außerhalb einer MRC:
- Mirabel

Reservat außerhalb einer MRC:
- Doncaster